# Salinas del Bebedero

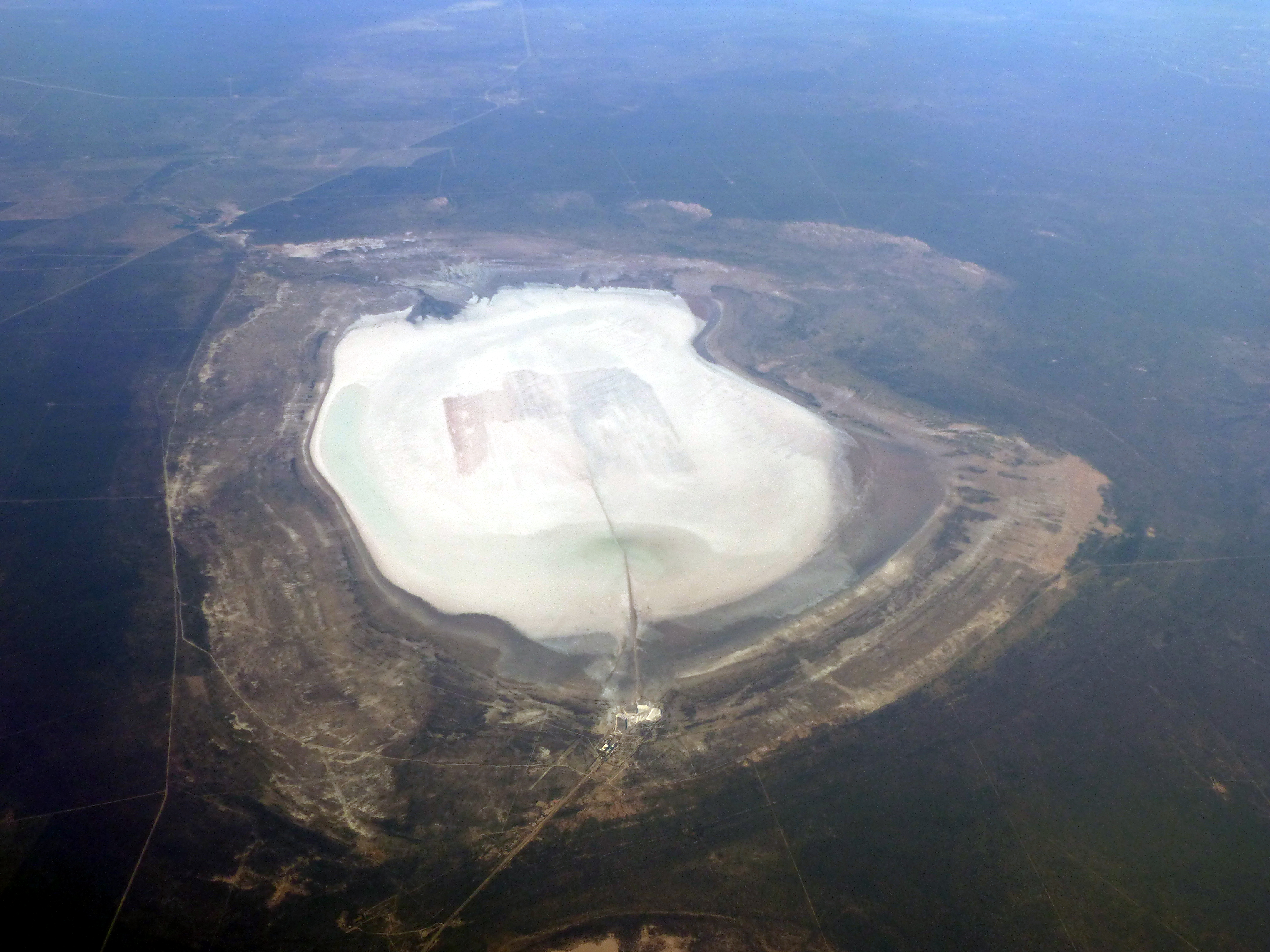
Vista aérea de Salinas del Bebedero.

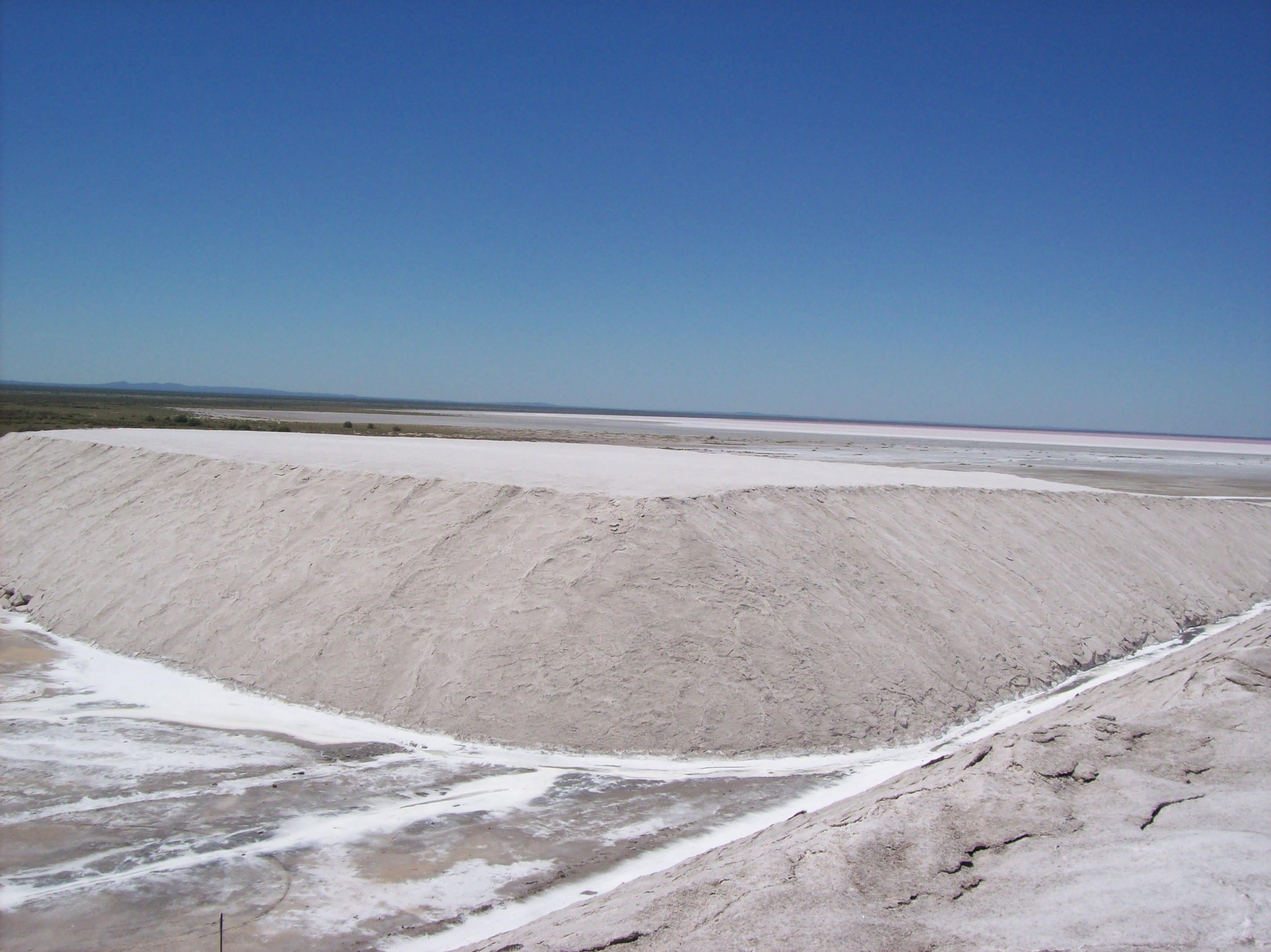
Parva de sal en Salinas del Bebedero.

Las Salinas del Bebedero se encuentran a 42 km al sudoeste de la ciudad argentina de San Luis y 15 al sur de la localidad de Balde (en la zona "balde" significa cisterna), en una depresión tectónica (laguna de agua salada de la Era Cenozoica, al disminuir las lluvias, se convirtió en una depresión), enmarcada por varias fallas geológicas. Es un importante yacimiento de cloruro de sodio (sal de cocina), con 6500 ha, cuya explotación minera se remonta a 1900, cuando la Laguna del Bebedero evidenciaba ya una fuerte desecación. El propietario es oriundo de la Localidad de La Francia, provincia de Córdoba y su nombre Franco Selle.

## Desertificación de las Salinas
El Departamento de Geología de la Facultad de Ciencias Físico Matemáticas y Naturales de la Universidad Nacional de San Luis realizó una investigación sobre la posible mitigación de la desertificación de las Salinas, a través de la restauración del cauce de agua dulce del río Bebedero, procedente del río Desaguadero.

## Historia del agua de la Laguna
La depresión actualmente ocupada por Salinas del Bebedero, tuvo mucha agua en diferentes oportunidades hasta inicios del siglo XX, formando un lago de diferentes dimensiones en cada oportunidad. Santiago Avendaño contó (y su relato llegó en los escritos que hizo Estanislao Zeballos en 1878), que al huir de los indios allá por 1847, la laguna del Bebedero tenía mucha agua muy salobre. El naturalista francés Martin de Moussy, poco más de una década antes expresó lo mismo. Los documentos acreditan que hasta aproximadamente 1908 en la actual depresión de Salinas del Bebedero, existía una extensa -aunque no muy profunda- laguna de aguas saladas, una de cuyas peculiaridades era la de poder sustentar fauna ictícola.
En 1914, Gerth, Geólogo de la Dirección Nacional de Geología, Minas e Hidrogeología de la República Argentina, supuso que antiguamente el arroyo Bebedero era efluente desde el lago del Bebedero hacia el río Desaguadero. Pero esto no es así, pues el río Desaguadero se encuentra a una cota por lo menos veinte metros superior a la salina. En realidad, el arroyo Bebedero encauzó agua desde el río Desaguadero hacia la salina en diferentes oportunidades, durante episodios de crecientes importantes. Y esos episodios de grandes flujos de agua a través del río Desaguadero, estuvieron vinculados con episodios fríos que originaron avance de glaciares en la Cordillera de los Andes.
En 1929, Luis Delétang, investigador de la Dirección Nacional de Geología, Minas e Hidrogeología, realizó el primer estudio científico de las sales de esta salina. Señaló que ya para entonces el complejo de "lagunas de Guanacache" solo tenía apreciable cantidad de agua en años de deshielos extraordinarios, y remarcó que el río Desaguadero solo salía de Guanacache con apreciable caudal de agua durante años de crecientes que catalogó como ´´anormales´´ por su gran magnitud.

Los actuales fenómenos de desecación en el sistema del Desaguadero, comenzaron con el ascenso que la temperatura mundial experimenta desde mediados del siglo XIX. Ascenso con el cual disminuyeron los glaciares cordilleranos y por ende, disminuyó el aporte natural de agua de deshielo. A ese proceso contribuye la explotación humana irracional (una sobreexplotación o una errónea tramitación) del recurso hídrico en las respectivas cuencas de los ríos que forman el sistema del Desaguadero.

## El río Bebedero
Los antecedentes para restaurar el río Bebedero y de la Laguna homónima comienzan en 1896, cuando la legislatura autoriza mediante ley realizar los estudios pertinentes. Otra Ley de 1901 asigna recursos para dichos estudios y en 1904 se dispone continuar con los trabajos de apertura en la boca del río viejo. Posteriormente en 1949 se forma una comisión Pro restauración de la Laguna. En 1966 se vuelve sobre la cuestión (gobierno de Santiago Besso), se logra formar una laguna de más de 2000 ha  en la boca del río Bebedero, ha pedido de la Sociedad Rural, que ocupó algunos terrenos donados por los interesados. Cuando ya prácticamente se había logrado se produce el golpe de Estado de 1966, y cesan todas las gestiones. Al poco tiempo el canal es obstruido, (voluntaria o involuntariamente). En 1975, la Sociedad Rural vuelve a insistir sobre los problemas de falta de humedad en los campos, atribuido a la obstrucción del canal y a la modificación en el régimen de las lluvias. 
Estudios geomorfológicos y paleoclimáticos permitieron reconocer varias líneas de costa concéntricas, para las que se obtuvieron edades isotópicas  (carbono 14) comprendidas entre 20.000 años antes del presente  (a.AP), hasta aproximadamente 12.000 a.AP. Durante ese lapso la laguna tuvo más de 25 m de profundidad y el agua en la misma era dulce. Esa abundancia de agua en la laguna coincidió con sucesivos avances de glaciares en la cordillera de los Andes, ocurridos durante la última glaciación  del Pleistoceno. El desecamiento posterior de la laguna se correspondió con el calentamiento con el que terminó esa glaciación. Durante los últimos 10 000 años (período geológico conocido con el nombre de Holoceno), la laguna tuvo varios episodios de crecimiento, en correspondencia con episodios menores de enfriamiento global, a los que se vincularon pequeños avances de los glaciares cordilleranos. El último de esos avances se conoce mundialmente con el nombre de "Pequeña Edad de Hielo". En esos momentos, en la salina ocurrieron por lo menos dos pulsos de niveles de agua elevados, durante los cuales su profundidad alcanzó los 10 metros. El primero de ellos ocurrió entre los siglos XV y XVI (episodio de enfriamiento mundial que coincide con el mínimo secular de actividad solar denominado Spörer). El segundo ocurrió entre los siglos XVIII y XIX (correspondiéndose con el mínimo de actividad solar denominado Dalton). Al sudoeste de la salina existe un campo de dunas longitudinales fósiles con dirección sudoeste-noreste, actualmente cubiertas de vegetación. Esas dunas fósiles fueron activas durante los momentos del Pleistoceno en que la laguna tuvo sus niveles más elevados, e indican vientos muy constantes soplando desde el cuadrante sudoeste. La existencia de esos vientos y de la aridez local concomitante, fue coherente con el clima frío mundial (glaciación) que caracterizó a ese lapso final del Pleistoceno.

## Zafra de sal
Como ocurre en todas las salinas denominadas "de cosecha," la posibilidad de extraer sal de buena calidad no ocurre durante todo el año, sino durante temporadas especiales. El proceso comienza con una o varias lluvias, cuya agua disuelve una parte de la sal que, mezclada con sedimentos en el fondo de la salina, forma la denominada "capa madre". De ese modo la laguna se llena con agua salada, o "salmuera." Durante la temporada en la que la evaporación por motivos naturales (mayores vientos y mayor temperatura)supera al aporte de agua por lluvias, en la "salmuera" se concentra la sal hasta alcanzar el punto de saturación. A partir de ese momento la sal comienza a cristalizar y precipita en el fondo de la laguna, formando una costra de sal nueva, limpia, cuyo espesor dependerá de la cantidad de agua y sal disuelta que hubo ese año en la laguna (esto ocurre en relación directa con la magnitud del aporte de agua que haya tenido la misma ese año). Esa costra de sal suele alcanzar un espesor de 1 a 4 cm., y es la que anualmente se beneficia durante la labor que se denomina de "cosecha." La misma se realiza raspando esa costra y formando cordones de sal con máquinas especiales. Otras máquinas cargan la sal desde esos cordones hacia camiones volcadores, los que la transportan hasta las parvas ubicadas en las playas de la salina.
En las parvas la sal se estaciona el tiempo suficiente (habitualmente suele ser cerca de un año) como para que el agua de lluvia disuelva la mayor parte de otras sales (principalmente sulfatos de sodio) que pudiesen venir desde la salina. Estas sales disueltas son drenadas de la parva, conjuntamente con impurezas minerales insolubles muy pequeñas y residuos bacterianos que fueron tomados de la salina, conjuntamente con la sal durante la labor de cosecha.

## Industrialización

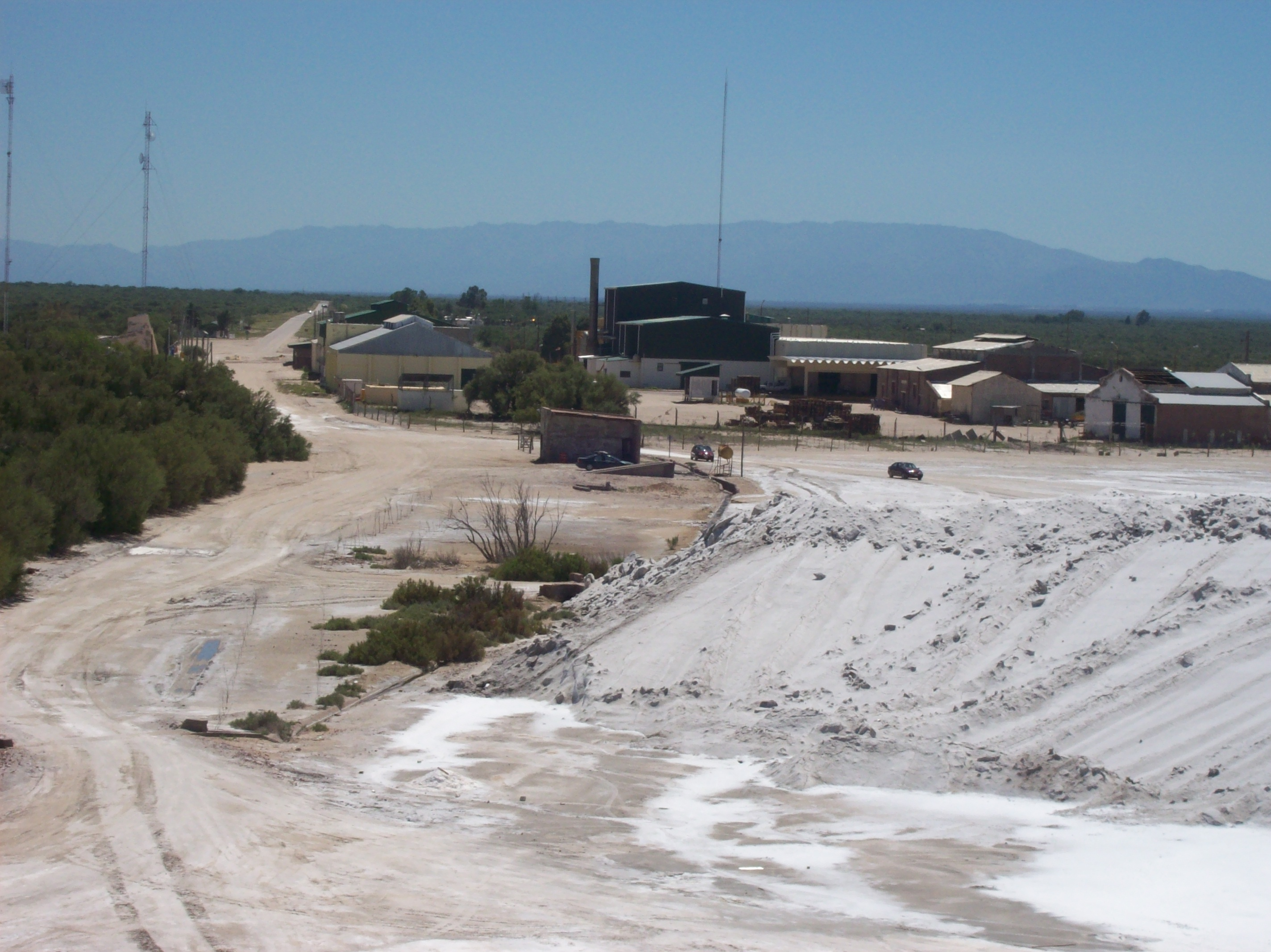
Planta elaboradora de sal junto a la salina.

La "concesión minera" pertenece desde 1917 a la "Compañía Introductora de Buenos Aires SA", CIBA S.A., de capitales exclusivos argentinos, y arraigada actuación en la Provincia de San Luis, en la que ocupa una importante cantidad de mano de obra directa e indirecta. La empresa tiene un fuerte liderazgo en el rubro, logrado por continua inversión en tecnología, y capacitación de su personal. Así el mineral extraído del yacimiento alcance elevados índices de calidad.
La fábrica de Salinas del Bebedero es la más importante de la Argentina, con diseños propios y tecnología europea. En 2000, invirtiendo 6,85 millones de dólares puso en marcha tecnología para evitar la emisión de efluentes contaminantes: sólidos, líquidos, gaseosos. Dicha empresa, con la marca "Dos Anclas", abastece el país y países limítrofes, a industrias químicas, petroquímicas, lácteas, pesqueras, frigoríficas, alimentarias.
El proceso de lavado, secado, molienda, clasificación y agregado de yodo y antihumectante, requiere tecnología industrial actualizada. La maquinaria usada ha permitido relevar al personal de las primitivas condiciones laborales, situación que lamentablemente, a 2006, subsisten en otras salinas.